# Спенсер, Марвин
Марвин Спенсер (англ. Marvin Spencer, род. 26 ноября 1973) — антигуанский шоссейный велогонщик.

## Карьера
Принял участие в Играх Содружества 2010 и 2014 годов.
Несколько раз становился чемпион Антигуа и Барбуды в групповой и индивидуальной гонках.

## Достижения
2010
3-й на Чемпионат Антигуа и Барбуды — индивидуальная гонка
2011
 Чемпион Антигуа и Барбуды — индивидуальная гонка
1-й этап (ITT) на Сабвей 3-Стейдж Рейс
2012
Сабвей 3-Стейдж Рейс
генеральная классификация
2-й этап
2-й на Чемпионат Антигуа и Барбуды — индивидуальная гонка
2013
3-й на Чемпионат Антигуа и Барбуды — индивидуальная гонка
2014
3-й на Чемпионат Антигуа и Барбуды — групповая гонка
2015
Pares Circuit Race
2-й на Чемпионат Антигуа и Барбуды — индивидуальная гонка
2016
Pares Circuit Race
Сабвей 3-Стейдж Рейс
генеральная классификация
1-й (ITT) и 2-й этапы
Avalanche Circuit
2-й на Чемпионат Антигуа и Барбуды — индивидуальная гонка
2-й на Чемпионат Антигуа и Барбуды — групповая гонка
2017
 Чемпион Антигуа и Барбуды — индивидуальная гонка

## Рейтинги
| Год                  | 2011  | 2012 | 2013 | 2014 | 2015  | 2016   | 2017   |
| -------------------- | ----- | ---- | ---- | ---- | ----- | ------ | ------ |
| Мировой рейтинг UCI  |       |      |      |      |       | 1230-й | 1422-й |
| Американский тур UCI | 150-й | -    | -    | -    | 167-й | 136-й  | 137-й  |
|                      |       |      |      |      |       |        |        |
| Источник: UCI        |       |      |      |      |       |        |        |